# Джагфар тарихъ
„Джагфар тарихъ“ (на татарски: Җәгъфәр тарихы или Cäğfär Taríxı) – в превод „История на Джагфар“, е спорен текст, претендиращ, че е компилация от ранни исторически материали за прабългарите, хазарите и други евразийски номади.
Той говори за много личности и исторически събития, за които липсват свидетелства от други източници. Например, в него се споменават хазарските владетели от средата на 7 век Халга и Кабан, които липсват в ал-Табари, в Кембриджкия ръкопис и в Хазарската преписка или в който и да е друг запазен документ.
В българската наука не съществува единодушие по отношение на„Джагфар тарихъ., - Макар някои историци да приемат частичната автентичност на „Джагфар тарихъ“,  преобладава мнението, че това е фалшификат от 19 – 20 век, съдържащ смесица от реални данни и измислици. Според защитниците му „Джагфар тарихъ“ е написан около 1680 г. в някогашното Казанско ханство по заповед на сеид Джагфар. Те смятат оригинала за изгубен, като текстът е запазен само в руски превод, за който се твърди, че е направен от Ибрагим Нигматулин (1916 – 1941 г.). Дори те обаче признават, че в най-добрия случай това е сборен документ, от два други летописа създадени през 11-12 в., които са обединени в едно 17. в В същото време документа раказва за предполагаеми събития от времето на кан Крум, Персиян и Борис, живели векове преди тези събития. Той е публикуван за пръв път през 1993 г. без научен коментар. Любопитен подход предлага Г. Владимиров - той счита, че този документ не трябва да се разглежда като извор, а по-скоро като идеологическа книга и го сравнява с "История славянобългарская" на Паисий.

## Историографски проблеми
Дори тези които защитават "Джагфар тарихъ" признават, че той е по-скоро една силно митологична книга сравнима с Библията, Еноха и Илиадата отколкото реален исторически извор. В него  наистина има и любопитни исторически сведения, а някои от тях дори претендират за автентичност. В същото време "Джагфар тарихъ" не може да бъде приет  с лека ръка защото очертава поне няколко групи проблеми от историографска гледна точна
1. в него има сведения засягащи управлението на хановете Крум и Омуртаг, а най-ранните части от него са съставени едва през 11 в по устни предания.Това изправя историците пред същия проблем какъвто има църковната история с Еноха - най-ранните му части са записани III в. пр. н.е., а претендира че представя събития случили се най-малко 2000 г. пр. Хр.
2. Джагфар тарихъ не е единен документ, а е съставен от няколко части, писани по различно време - досущ като Библията
3. Повечето от владетелите са представени с мюсюлмански имена, но някои - например Звиница, Борис, комита Никола - са предадени в оригинален вид. Има ханове представени като царе и ханове представени като  и ханове и пр.
4. Много от фактите се споменават единствено в "Джагфар тарихъ" и в никой друг средновековен източник.
5. Някои от фактите противоречат на сведенията на други средновековни източници (например кой кога царувал)
6. Документът не е оригиналният - от XI в., нито компилацията от XV. Става дума за копие, на превод, на препис, на сборник съставен по устни предания отпреди няколко века. (В интерес на истината  в предговора към книгата на Васил Ат.Василев "Джагфар тарихи като извор за българската история", изд. "Св.Климент Охридски"  е отбелязано, че над 50 процента от историческите източници са преписи, а в Русия - всичките. Въпреки това никой не ги оспорва)
7. Документът не е на оригиналният език (татарски с арабски букви), а на руски и не знаем доколко е верен преводът.
8. Текста дори не е публикуван в целия си вид - част от него е открадната. Възстановяването по памет на останалата част става цяло десетилетие по-късно
9. Горните факти  изправят историците пред същия проблем какъвто има с "Илиада" - в нея има и истинни исторически факти, съчетани с  явно "напасване" на исторически събития случили се векове по-късно към историческата реалност; отделно има откровени апокрифи, които са по-скоро в сферата на митовете и легендите, отколкото на доказаните факти.

## Предполагаема история
Според нейния издател Фархат Нурутдинов оригиналът се е пазел в библиотеката на Булгарската ислямска духовна академия в Казан. При погрома над нея в 1884 г. той е унищожен, но оцеляват преписите от студенти на ваисовското медресе „Булгария“, които под ръководството на Сайфуллин в 1887 г. са пренесени в Петропавловск. Текстът, написан на татарски език с арабски букви е преведен на руски език в Петропавловск от чичо му Ибрахим Мохамед-Каримович Нигматулин (1916 – 1941), който е направил това, за да го спаси от акцията на НКВД за конфискация и унищожаване на старите ислямски и други документи с предполагаемо религиозно съдържание. Това става след унищожаването на Ваисовското движение в 1923 г., когато то е забранено и инкриминирано за антисъветска дейност и опит за създаване на теократична „Булгарска“ република. Ръкописът, съдържащ текста, е унищожен от агентите на НКВД, а самият Ибрахим Нигматулин бил убит по време на Втората световна война. Преводът е запазен от майка му, която в крайна сметка го предава на внука си, Нурутдинов през 1976 г. Той успява да копира части от превода, но първоначалният превод и екземплярите са откраднати от селската къща на баща му през 1980 г. от неизвестни извършители. След промените през 1990 г. Нурутдинов успява да публикува останалия текст.